# Pia Jondal
Pia Jondal (født 11. februar 1954) er en dansk skuespiller.
Jondal er uddannet fra Skuespillerskolen ved Odense Teater i 1980.
Hun er gift med skuespilleren Waage Sandø.

## Filmografi

### Film
- Pas på ryggen, professor (1977)
- Familien Gyldenkål vinder valget (1977)
- Arven (2003)

### Tv-serier
- Mille og Mikkel (1982), episode 3
- På Rigmor (1986)
- Altid om søndagen (1989)
- Hjem til fem (1995-1997)
- En fri mand (1996)
- Norskov (2015-2017)
- Når støvet har lagt sig (2020), episode 2